# I Like It
I Like It är den andra singeln av Gerry and the Pacemakers. Liksom Gerry Marsdens första hit "How Do You Do It?" var den skriven av Mitch Murray. Låten nådde en första plats på UK Singles Chart den 22 juni 1963, och låg kvar i fyra veckor.
1978 gjordes en Punkrockcover av låten av The Rezillos som hade med den på deras debutalbum Can't Stand The Rezillos .

## Listplaceringar
| Lista (1963-1964) | Position               |
| ----------------- | ---------------------- |
| Danmark           | 13 (DR "Top 20")       |
| Irland            | 1                      |
| Nederländerna     | 5                      |
| Norge             | 6 (VG-lista)           |
| Nya Zeeland       | 1 (Lever Hit Parade)   |
| Storbritannien    | 1                      |
| Sverige           | 5 (Kvällstoppen)       |
| Sverige           | 4 (Tio i topp)         |
| USA               | 17 (Billboard Hot 100) |